# Sioux megye (Nebraska)
Sioux megye az Amerikai Egyesült Államokban, azon belül Nebraska államban található. Megyeszékhelye és legnagyobb városa Harrison. Lakosainak száma 1135 fő (2020. április 1.). Sioux megye Fall River, Scotts Bluff, Dawes, Box Butte, Niobrara és Goshen megyékkel határos.

## Népesség
A megye népességének változása:
| Lakosok száma | 1312 | 1326 | 1317 | 1313 | 1260 | 1135 |
|               | 2010 | 2011 | 2012 | 2013 | 2015 | 2020 |